# Philine caballeri
Philine caballeri is een slakkensoort uit de familie van de Philinidae. De wetenschappelijke naam van de soort is voor het eerst geldig gepubliceerd in 2001 door Ortea, Espinosa & Moro.